# لیام رایدهالگ
لیام رایدهالگ (انگلیسی: Liam Ridehalgh؛ زادهٔ ۲۰ آوریل ۱۹۹۱) بازیکن فوتبال اهل بریتانیا است.
از باشگاه‌هایی که در آن بازی کرده‌است می‌توان به باشگاه فوتبال ترانمره راورز، باشگاه فوتبال چسترفیلد، باشگاه فوتبال هادرزفیلد تاون، باشگاه فوتبال سوئیندون تاون، و باشگاه فوتبال روترهام یونایتد اشاره کرد.